# Horst Nickel (Psychologe)
Horst Nickel (* 30. September 1929 in Spangenberg; † 29. September 2012 in Meckenheim) war ein deutscher Psychologe.

## Leben
Nach der Promotion am 6. April 1966 in Erlangen-Nürnberg wurde er 1972 Professor für Entwicklungspsychologie und Pädagogische Psychologie in Düsseldorf.

## Schriften (Auswahl)
- Entwicklungsstand und Schulfähigkeit. Zur Problematik des Schuleintritts und der Einschulungsuntersuchungen. München 1976, ISBN 3-497-00772-2.
- Psychologie des Lehrerverhaltens. Beiträge zu psychologischen Aspekten einer nichtautoritären Erziehung und Problemen eines Lehrertrainings.  München 1978, ISBN 3-497-00856-7.
- Begriffsbildung im Kindesalter. Zum Verhältnis von Stilen und Fähigkeiten. Bern 1984, ISBN 3-456-81386-4.
- Eltern-Kind-Spielgruppen. Familienbegleitende Einrichtungen für Kleinkinder und ihre Eltern. München 1996, ISBN 3-497-01396-X.

| Personendaten    | Personendaten                  |
| ---------------- | ------------------------------ |
| NAME             | Nickel, Horst                  |
| KURZBESCHREIBUNG | deutscher Psychologe und Autor |
| GEBURTSDATUM     | 30. September 1929             |
| GEBURTSORT       | Spangenberg                    |
| STERBEDATUM      | 29. September 2012             |
| STERBEORT        | Meckenheim                     |